# NGC 4090
NGC 4090 ist eine Spiralgalaxie vom Hubble-Typ Sab mit aktivem Galaxienkern im Sternbild Coma Berenices am Nordsternhimmel. Sie ist schätzungsweise 326 Millionen Lichtjahre von der Milchstraße entfernt und hat einen Durchmesser von etwa 115.000 Lichtjahren.
Im selben Himmelsareal befinden sich u. a. die Galaxien NGC 4074, NGC 4086, NGC 4092, NGC 4093.
Das Objekt wurde am 2. Mai 1864 von Heinrich Louis d’Arrest entdeckt.